# Hornyák József (prózaíró)
Hornyák József (Gilvács, 1920. március 8. – 2005. március 3.) erdélyi magyar prózaíró, szerkesztő.

## Életpályája
Polgári iskolai tanulmányait magánúton végezte. Nyomdászként dolgozott Nagyenyeden, Berettyóújfaluban és Nagyváradon, majd 1947-től a Fáklya, 1950-től az Utunk belső munkatársa, a próza-rovat szerkesztője. Közben 1951–52-ben a bukaresti Mihai Eminescu írói főiskola hallgatója volt.
Első írásai 1946–47-ben jelentek meg a nagyváradi Új Életben és Fáklyában, a bukaresti Szakszervezeti Életben, majd a Napsugár, Igazság, Igaz Szó, Jóbarát hasábjain. Önálló novella- és karcolatgyűjteményét 1956-ban adták ki Nyárfa címmel. Póztalan, egyszerű írásainak hősei kisemberek; a legfinomabb lelki rezdülésekre érzékeny író tömör, plasztikus miniatűrökben, a „néma képszerűség” (Sőni Pál) jegyében jeleníti meg őket. Természetközelsége, játékossága Tersánszky, finom impresszionizmusa, hangulatgazdagsága Krúdy világát idézi. Stílusát főként a látványszerűség jellemzi: „nincs több írónk, aki ennyire csak a szemével írna” – jegyzi meg róla Marosi Péter. De a pillanatnyi látvány nála sajátos többletjelentést hordoz: erkölcsi, társadalomfilozófiai tartalommal telítődik. Írásait egyre inkább áthatja ez az intellektuális tényező.
Évek, őrangyalok című kötetében válik észrevehetővé igénye, hogy kilépjen a miniatűrök, a bagatellek műfajából. Ennek az önmeghaladási törekvésnek az eredménye a Palacsinta, amelynek hőse a tragikus-groteszk jóság megtestesítője. Mint minden írását, ezt is a szilárd kompozíció, a sűrítettség jellemzi. A visszaéléseket elszenvedő emberi jóság mint vezérmotívum több írásában visszatér, így a Fehér páva című kisregényében.

## Művei
- Nyárfa (novellák, karcolatok, 1956)
- Virágos vén berek (elbeszélések, 1956)
- A tutajos pohara (elbeszélések, 1963)
- Romantika (novellák, karcolatok, 1963)
- Három hét duzzogás (novellák, karcolatok, 1966)
- Az intelligens kocsmáros (novellák, 1969)
- Évek, őrangyalok (novellák, kisregények, 1974)
- Fanyereg (novellák, 1976)
- Fehér páva (kisregény, novellák, 1980)
- Szerelmeim (2002)
- Kutyanapló. Válogatott írások; Ikerhold–Pont, Bp., 2007

## További irodalom
- Gaál Gábor: Új íróink: Hornyák József. Utunk 1950/8.
- Szentimrei Jenő: Üdvözlöm Hornyák Józsefet. A Vallomások c. kötetben, Mv. 1956. 194–99.
- Panek Zoltán: Az aranymosó. Utunk 1957/1
- uő: Ötven sor Hornyák Józsefről. Igaz Szó 1970/3.
- Bálint Tibor: Menet közben. Hornyák József Utunk 1959/48
- uő: 5 perc Hornyák Józsefnél. Utunk 1961/31.
- Sőni Pál: Kép és eszme. Utunk 1962/22
- uő: Részlet és egész. Utunk 1967/1. Mindkettő újraközölve Hornyák József cím alatt, Művek vonzása. 1967. 244–54.
- Szőcs István: Tájékozottság és mérték. Utunk 1964/13
- uő: A kritika és alanya. Utunk 1964/37.
- Huszár Sándor: Hornyák József, a cinkék barátja. Utunk 1968/47; újraközölve Az író asztalánál. 1969. 329–36.
- Páskándi Géza: Sorsvillanások. Utunk 1970/10.
- Marosi Péter: Mit lát Hornyák? Utunk 1974/39; újraközölve Világ végén virradat. 1980. 46–50.
- Markó Béla: Hornyák József: Fanyereg. Igaz Szó 1970/6.
- Baróti Pál: Csendes varázslat. A Hét 1980/13.
- Varró Ilona: Mitől fehér a páva? Igaz Szó 1981/10.
- Sorsmorzsák. Hornyák József emlékezete; sajtó alá rend. Székely Hornyák Gyöngyi; Polis, Kolozsvár, 2006

## Külső hivatkozások
- Novellái a Magyar Elektronikus Könyvtárban